# Sangila
Sangila ou anciennement Isanghila ou Isanguila est une localité, chef-lieu de secteur du territoire Seke-Banza dans la province du Kongo central en République démocratique du Congo.

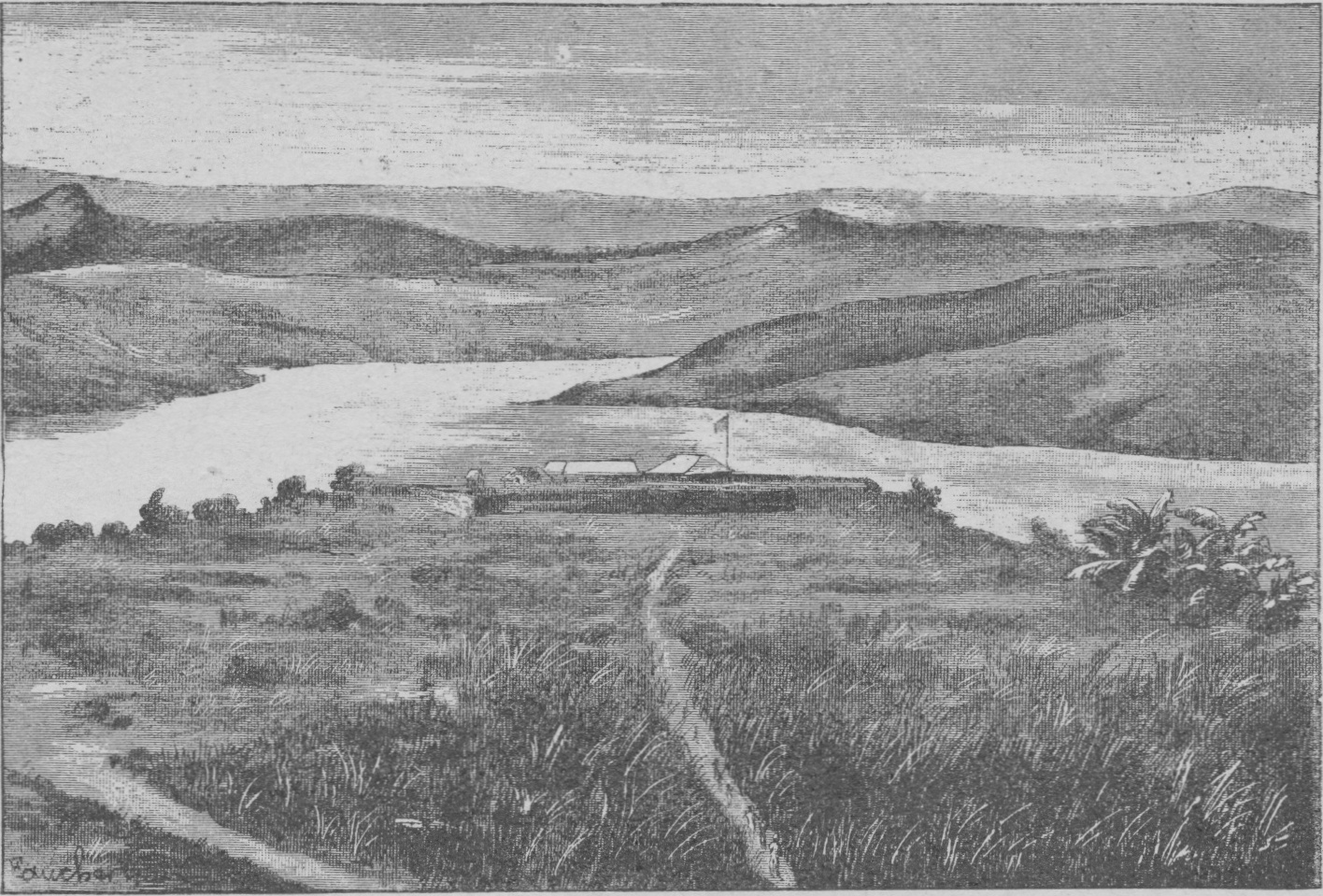
Fleuve Congo par la station Isanghila 1890

## Géographie
Elle se situe en rive droite du fleuve Congo, à une cinquantaine de kilomètres au nord et en amont de Matadi. 

## Histoire
La localité se situait à l'extrémité avale d'un long bief sur le fleuve qui se terminait en amont à Manyanga. Il constituait une étape importante lors des pénibles opérations de portage vers Léopoldville avant la construction du chemin de fer Matadi-Léopoldville. L'endroit fut atteint pour la première fois par des européens (une expédition britannique) en 1886. Henry Morton Stanley y créa une station pour le compte de l'Association internationale africaine..